# Roundstone
Roundstone (irsky Cloch na Rón) je vesnice na západním pobřeží Irské republiky, která se nachází v hrabství Galway na jihozápadním pobřeží regionu Connemara.

## Dějiny
Obec založil ve 20. letech 19. století skotský inženýr Alexander Nimmo. V roce 1835 zde byl postaven klášter a ve 40. letech 19. století bylo postaveno 75 domů. Je to malý rybářský přístav. Na místě bývalého kláštera se nachází dílna na výrobu tradičních hudebních nástrojů.

## Partnerská města
- Noyelles-sous-Lens, Francie

## Kinematografie
V Roundstone se natáčely scény z několika filmů:
- Mackintoshův člověk (The MacKintosh Man, 1973), režie John Huston
- Cesta na západ (Into the West, 1992), režie Mike Newell
- Dohazovač (The MatchMaker, 1997) režie Mark Joffe
- Deux jours à tuer (2008), režie Jean Becker